# Скроцкий, Георгий Викторович
Георгий Викторович Скроцкий (1915—1992) — советский и российский учёный и педагог в области теоретической физики, организатор науки, доктор физико-математических наук (1961), профессор (1963).
Г. В. Скроцкий был одним из основателей Уральской школы магнитного резонанса и организатором Всесоюзных школ по по голографии, когерентной оптике и магнитному резонансу.

## Биография
Родился 11 января 1915 года в городе Хмельницкий в семье почётного гражданина города Одессы.
С 1928 года работал по специальности монтёра городской телефонной станции. С 1933 по 1938 годы проходил обучение на физико-математическом факультете Одесского государственного университета, параллельно с Одесским государственным университетом, Г. В. Скроцкий закончил заочное отделение Одесского института инженеров связи.
С 1939 по 1941 годы работал в должности ассистента на кафедре физики Уральского политехнического института и одновременно обучался в аспирантуре на кафедре физики Уральского государственного университета под руководством известного физика Д. Д. Иваненко.
С 1941 года в период начала Великой Отечественной войны добровольно вступил в ряды народного ополчения. С 1941 по 1943 годы слушатель и преподаватель физики Военной академии командного и штурманского состава ВВС Красной Армии. С 1943 года начал заниматься педагогической деятельностью на кафедре общей физики физико-математического факультета в Уральском государственном университете: с 1943 по 1953 годы, в течение десяти лет, работал в должностях — ассистента, доцента и заведующего лаборатории ядерной физики, был руководителем семинара по теоретической физике.
С 1953 года занимался педагогической деятельностью на физико-техническом факультете Уральского политехнического института: 1953 по 1964 годы — заведующий кафедрой теоретической физики, под его руководством и при непосредственном участии были получены фундаментальные результаты исследований в области теории форм резонансных линий электронного парамагнитного резонанса при ферромагнитном резонансе в парамагнитных растворах. Г. В. Скроцкий был одним из организаторов Уральской школы магнитного резонанса. В 1957 году Указом Президиума Верховного Совета СССР Г. В. Скроцкий «За разработки в области прецизионных магнетометров» был удостоен — Орденом «Знак Почёта».
В 1964 года начал свою педагогическую деятельность в Московском физико-техническом институте в должности — заведующего кафедрой квантовой электроники, итогом его научной деятельности стала первая в мире монография по вопросам квантовой магнитометрии.
В 1947 году Г. В. Скроцкий защитил диссертацию на соискание учёной степени — кандидата физико-математических наук по теме: «О сравнении выводов общей теории относительности с опытом», в 1961 году — доктора физико-математических наук по теме: «Некоторые вопросы теории магнитного резонанса и релаксации». В 1963 году Г. В. Скроцкому было присвоено учёное звание — профессора.
Помимо основной деятельности Г. В. Скроцкий являлся заместителем председателя Научного совета Академии наук СССР по проблеме магнетизма, являлся организатором Всесоюзных школ по по голографии, когерентной оптике и магнитному резонансу, он был автором более 200 научных трудов, в том числе нескольких монографий, им было подготовлено более 40 докторов и кандидатов наук.
Скончался 13 июля 1992 года в Москве.

### Редакторская деятельность, переводы
- Лоу В. Парамагнитный резонанс в твёрдых телах / Пер. с англ. Т. Г. Изюмовой [и др.] ; Под ред. Г. В. Скроцкого. — Москва : Изд-во иностр. лит., 1962. — 242 с. : ил.; 22 см.
- Ядерный магнетизм : Пер. с англ. / Под ред. Г. В. Скроцкого. — Москва : Изд-во иностр. лит., 1963. — 551 с. : ил.; 27 см.
- Ядерный магнетизм : порядок и беспорядок : В 2-х т. / А. Абрагам, М. Гольдман; Пер. с англ. Г. В. Скроцкого. — М. : Мир, 1984. — 22 см.
  - Т. 1. — М. : Мир. — 300 с.
  - Т. 2. — М. : Мир. — 360 с.
- Джеффрис К. Динамическая ориентация ядер / Пер. с англ. А. В. Кессениха ; Под ред. [и с предисл.] Г. В. Скроцкого. — Москва : Мир, 1965. — 319 с. : ил.; 21 см.
- Пейк Джордж Эдвард. Парамагнитный резонанс / Пер. с англ. Т. Г. Изюмовой ; Под ред. Г. В. Скроцкого. — Москва : Мир, 1965. — 280 с. : граф.; 20 см.
- Пирс, Джон Робинзон. Квантовая электроника / Перевод с англ. В. Н. Захарова ; Под ред. и с предисл. д-ра физ.-мат. наук проф. Г. В. Скроцкого. — Москва : Мир, 1967. — 136 с. : черт.; 20 см.
- Гольдман М. Спиновая температура и ЯМР в тврдых телах / Пер. с англ. А. И. Реза и М. Е. Сарычева ; Под ред. д-ра физ.-мат. наук, проф. Г. В. Скроцкого. — Москва : Мир, 1972. — 342 с. : черт.; 21 см.
- Линч П. Задачи физической электроники : (С решениями и коммент.) / Перевод с англ. канд. техн. наук Ю. А. Башкирова ; Под ред. д-ра физ.-мат. наук, проф. Г. В. Скроцкого. — Москва : Мир, 1975. — 264 с. : черт.; 20 см.
- Магнитный резонанс в металлах / Ж. Винтер ; Перевод с англ. канд. физ.-мат. наук А. П. Степанова ; Под ред. д-ра физ.-мат. наук, проф. Г. В. Скроцкого. — Москва : Мир, 1976. — 288 с. : граф.; 20 см.
- Квантовая теория света / Р. Лоудон; Перевод с англ. А. А. Колоколова; Под ред. проф. Г. В. Скроцкого. — Москва : Мир, 1976. — 488 с. : ил.; 20 см.
- Пейн Г. Физика колебаний и волн / Перевод с англ. А. А. Колоколова ; Под ред. Г. В. Скроцкого. — Москва : Мир, 1979. — 389 с. : ил.; 22 см.
- ЯМР высокого разрешения в твёрдых телах : Пер. с англ. / У. Хеберлен, М. Меринг; Под ред. Г. В. Скроцкого, Э. Т. Липпмаа. — М. : Мир, 1980. — 504 с. : ил.; 22 см.
- Райнтжес Д. Ф. Нелинейные оптические параметрические процессы в жидкостях и газах; Перевод с англ. А. А. Колоколова, А. И. Ритуса; Под ред. Г. В. Скроцкого. — М. : Мир, 1987. — 510 с. : ил.; 23 см
- Статистическая оптика / Дж. Гудмен; Перевод с англ. А. А. Кокина; Под ред. Г. В. Скроцкого. — М. : Мир, 1988. — 527 с. : ил.; 22 см; ISBN 5-03-001162-5

## Награды
Основной источник:
- Орден «Знак Почёта» (1957 — «За разработки в области прецизионных магнетометров»)
- Медаль «За доблестный труд в Великой Отечественной войне 1941—1945 гг.»